# Gabriele III Malaspina
Gabriele Malaspina (Fosdinovo, 3 marzo 1695 – Fosdinovo, 3 febbraio 1758) è stato un nobile italiano. Figlio di Carlo Francesco Agostino Malaspina, fu il quindicesimo marchese di Fosdinovo.

## Biografia
Gabriele Malaspina era il figlio primogenito del marchese di Fosdinovo Carlo Francesco Agostino Malaspina (1671-1722).
Il marchesato di Gabriele III vide, nel 1724, la fine dei lavori per la costruzione della Villa Malaspina di Caniparola, iniziati dal padre. Sempre sotto il suo marchesato, venne costruita la strada maestra che collega ancora oggi Fosdinovo a Caniparola.

## Discendenza
Sposò in prime nozze il 20 settembre 1724 Angelica Maria Pallavicino (?-18 febbraio 1732) e, in seconde nozze nel 1749 la nobildonna lucchese Isabella Orsucci (?-17 luglio 1762), che resse il marchesato nel primo anno dopo la morte del marito, per la tenera età del figlio. Secondo alcuni genealogisti, ebbe quattro figli (Carlo Emanuele, Giuseppe, Teresa, Giuseppe Alberico); secondo lo storico Pompeo Litta, ebbe dai due matrimoni 16 figli.
Da Angelica Maria Pallavicino:
1. Diana (23 luglio 1725-?), sposò Michele Zambeccari di Bologna (1719-1789)
2. Marianna Gabriella (31 agosto 1726-?), monaca
3. Carlo Emanuele (12 novembre 1727-infante)
4. Matilde (25 novembre 1728-?), monaca
5. Carlo Emanuele (25 luglio 1730-29 marzo 1748)
6. Virginia (15 febbraio 1732-19 gennaio 1739).

Da Isabella Orsucci:
1. Giuseppe (morto infante)
2. Girolama (9 giugno 1750-?), monaca
3. Giacomo (4 marzo 1751-?), militare
4. Carlo Emanuele (Fosdinovo, 1752 - Pisa, 1808), sedicesimo ed ultimo marchese di Fosdinovo (1758-1797)
5. Matilde (25 novembre 1753-1779), sposò Giambattista Tirelli
6. Maria (25 novembre 1753-?), monaca
7. Giacomo Lorenzo (9 novembre 1754-?)
8. Azzolino (26 luglio 1755-26 giugno 1820), abate, poeta arcade con il nome di Eretteo Sicionio[5]
9. Giuseppe Alberico (Fosdinovo, 5 giugno 1756 - ...,1819), sposo di Maddalena Sinco di Vienna, la cui discendenza tornerà in possesso del Castello di Fosdinovo nel 1866
10. Teresa (Fosdinovo, ... - ...), sposò il marchese Pompeo Giudiccioni.